# みき (飲料水)

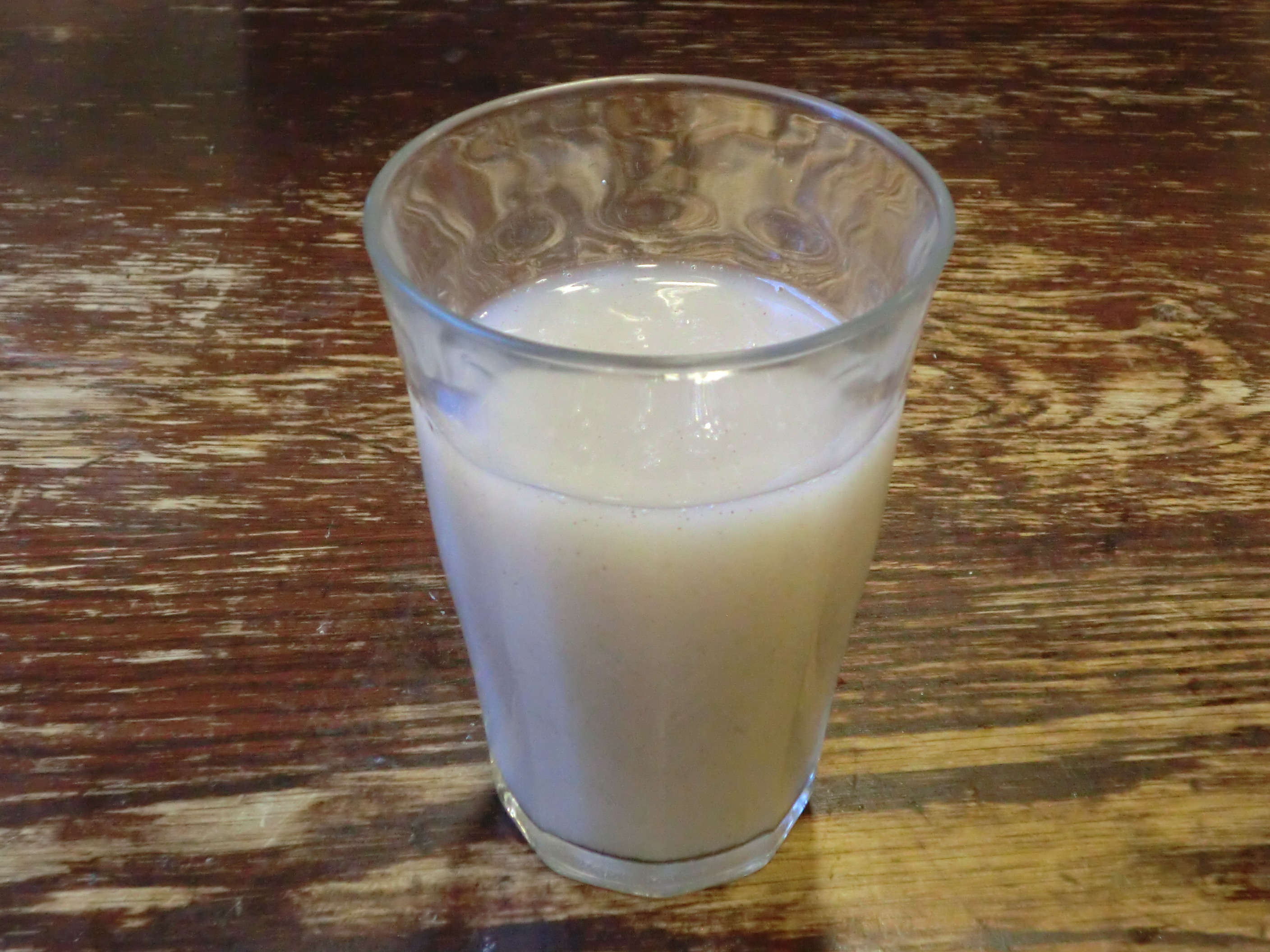
マルマサ（沖縄県宮古島）のミキ

みきは、鹿児島県奄美群島および沖縄県で伝統的に作られる飲料である。奄美群島のものは乳酸菌発酵飲料で、うるち米を主原料に、千切りや摺り下ろしにした生のサツマイモ、砂糖を原料として用いる。近代沖縄県糸満市等で作られていたものは乳酸発酵スターターのサツマイモではなく、麦芽を加えて、酵素のアミラーゼで米のデンプンを一部糖化したものであったが、現在沖縄県で販売されているものは、米・麦に砂糖を加えて煮た甘い汁粉に近いものである。

## 概要
主に夏の祭事の際に用いられた神酒（みき）に由来し、原型は口噛み酒である。現在も旧暦8月頃の豊年祭などにおいて振る舞われる。瀬戸内町では旧暦9月9日（クガツクンチ）に集落内で粥を持ち寄り、これに砂糖と生のサツマイモスライスを加えて作る習慣があった。
風味は甘酒に似るが、奄美のものは乳酸によるさわやかな酸味を有する。栄養価が高いため、夏バテ防止用として同地方にて広く飲まれている。奄美産で火入れ（殺菌）をしないのタイプのものは冷蔵庫に入れておいても発酵が進み、数日経つと酸味が増える。このため消費期限は製造後数日と短く、地産地消となっているが、冷凍で、通販も行なわれている。

## 発酵
発酵に関与している乳酸菌は、Lactococcus lactis subsp. lactis , Leuconostoc citreum を主体として 30種類程度の菌が見つかったとする報告がある。また、この乳酸菌は使用するサツマイモと仕込み環境に由来しているため発酵が不安定になりやすいが、仕込み時に乳酸菌スターターを使用する事で解決可能である。デンプンはサツマイモ由来のβアミラーゼによりマルトースに変化し甘みを与えている。
そのまま飲むほか、砂糖や蜂蜜で甘味を加えたり、バナナやパッションフルーツなどの果実・果汁を加える人もいる。「米のヨーグルト」「第４の酒」と呼ばれることもあるが、アルコール発酵を伴う酵母は関与していないためアルコールは含まれていないまた、乳製品ではないため、乳アレルギーがある人などが、豆乳に奄美のミキを混合(3:1)して発酵させたものをヨーグルトの代用にすることも可能である

## 歴史
南西諸島における口噛み酒の起源は不明であるが、15世紀に編纂された『朝鮮王朝実録』には1461年の那覇での見聞として「酒は15歳の処女に口を漱いで飯を咬ませて醸した」旨が、また、1477年の与那国島での見聞として「米を水に漬けつけた女に噛ませて粥にし、木桶で醸すと3から4日で熟し、さらに置くと酸っぱくなった」旨が記されている。さらに、1534年に明から琉球に赴いた冊封使・陳侃は、「酒を造るには、水で米を漬けて越宿し、婦人に口嚼させて手槎して汁を取りこれを為る。名付けて米奇という。」（酒以水潰米、越宿令婦人口嚼、手槎取汁為之、名曰米奇）旨の記録を残しており、「米奇」が漢字音からミキにあたるとされる。
また、1720年に琉球王国に冊封副使として赴き、約8ヶ月を沖縄本島で過ごした清の官僚徐葆光（じょほこう）の滞在記録『中山伝信録』においては、巻第二では天使館で提供された食料について「米肌は白酒の如きなるもやや薄い」と記しており、「米肌」は「みき」の音訳、白酒はどぶろくと見られる。また、巻第四の大島についての記述に「焼酎、米肌、黒糖、蘇鉄等が皆ある」とある。また、19世紀のノロの祭祀の記録等にもみきを用意したことが記載されている。
奄美群島では後に口噛み酒の唾液に代わって生サツマイモが糖化剤として用いられるようになり、また、沖縄県では廃藩置県前後に口噛み酒の習慣が廃れた後、種々の製法が模索された結果、それぞれで異なったみきが生まれたと考えられている。

## 製法の例
近現代の奄美大島での製法を元に家庭で手づくりしやすくした例
を示す
1.米(うるち米)1kgを研ぎ、3-4Lの水で煮て
粥にする。
2.サツマイモの皮を剥き200gを30分ほど水にさらしておく。
3. 1.の粥を人肌程度になるまで冷まして、
2.のサツマイモをすりおろして混ぜ入れる。
一定の方向に混ぜていると急に粘度が下がり混ぜやすくなるのでそれまでゆっくり混ぜる。
4.ホコリ、雑菌が入らないように蓋をして、たまに混ぜて様子を見ながら室温で発酵させる。夏場は一晩、冬場は2-3日で、発酵して、泡が出てくる、発酵が進むと酸味が強くなるので、好みの味にまでなれば完成として
ミキサーにかけて飲みやすくする。
5. 冷蔵保存するが発酵がまだ進むので数日以上保存したい場合は冷凍する。

## 製造者

### 奄美
鹿児島県の奄美大島では、家庭で作ったり、豆腐店などが作った自家製のものが販売されたりしている他、小規模な工場でプラスチックボトルや紙パック詰めされた商品が販売されている。発酵の度合いや砂糖の割合などの差で、製造業者毎に風味の違いがある。多くは賞味期限が短いため、奄美大島内でも流通は限られており、地産地消が中心である。
奄美市佐大熊の花田ミキ店の「花田のミキ」、旧笠利町（現奄美市）の「赤木名ミキ」、龍郷町の高野食品の「奄美みき」、瀬戸内町古仁屋の竹山食品の「みき」がよく知られている。他に、森山ミキ店の「みき」、東米蔵商店の「東のみき」、栄食品工業の「ミキ」などもある。2012年2月まで、平食品工業所の「平のみき」もあった。奄美市笠利町の味の郷「かさり」はプラスチックのパック詰めのものを製造しており、酸味のあるパッションフルーツ果汁を加えて飲みやすい風味に仕上げた「パッションミキ」も製造している。
奄美市名瀬の栄食品工業の「ミキ」はガラス瓶入りで、火入れで発酵を停止させている。このため長期保存が可能であるが、酸味はほとんどない。栄食品工業には原料を玄米と黒糖に変えた「黒糖玄米乳」もある。このほか、域外にあたる、愛知県名古屋市にも奄美の製法で製造販売する店舗がある。

### 沖縄
沖縄県でミキが初めて商品化されたのは糸満市であるとされる。その結果、サツマイモを原料とせず、米に麦(麦芽)を加える糸満式のミキが広まった。
沖縄県では宮古島市のマルマサファミリー商事の缶入り製品が広く流通しており、自動販売機などでも販売されている。火入れで発酵が止められているが、もともとライスミルクに似て、発酵の度合いは低い。同社はもとは卸問屋で、沖縄本島から瓶入りのミキを仕入れていた。しばしば輸送中に瓶が割れたため、缶入りの商品を独自開発した。宮古島にはゲンマイと呼ばれる同種の飲料もある
地元だけで流通しているものには那覇市の黒島商店の「みき」、恩納村万座毛のMIKI Bowls by olu 、宮古島には来間島みきがある。これにはムギやコメが使われている。